# Margaret Rutherford Bryan Levyns
Margaret Rutherford Bryan Levyns (de soltera Michell, 24 de octubre de 1890, Ciudad del Cabo - 11 de noviembre de 1975, ibíd.), fue una botánica fitogeógrafa, y taxónoma sudafricana.

## Biografía
Margaret Levyns se inicia educándose en su casa por su madre y más tarde concurre a la Escuela de Niñas Ellerslie. Obtiene la matrícula de 1ª clase, y gana dos becas. En 1908 ingresa al South African College para estudiar matemática, geología, y química, y botánica en su año de honor. El Prof. Harold Pearson la persuade de hacer botánica como la de mayor peso. Luego de obtener las dos becas: la de la Reina Victoria, y la de 1851 Exhibición Memorial, y habiendo ocupado de 1912 a 1914 en el Newnham College, retorna a Sudáfrica, y prontamente vuelve a ganar otra beca para el Instituto John Innes donde opta por estudiar genética. En este 2º retorno a casa, obtiene un cargo de conferencista en el Departamento de Botánica del South African College (más tarde Universidad de Ciudad del Cabo. Será la primera mujer en recibir el doctorado (D.Sc.) de esa Universidad, por su defensa de la tesis, 1932 A taxonomic study of Lobostemon & Echiostachys.
Publica A Guide to the Flora of the Cape Peninsula en 1929, y secciones sustanciales de Flora of the Cape Peninsula, por Adamson & Salter, en 1950.
Luego de retirada en 1945, permanece activa en el campo botánico, publicando numerosos Arts. de Taxonomía y Fitogeografía. Revisará un número de géneros sudafricanos e.g. Muraltia.
En 1923 se casa con John Levyns, más tarde Secretario Asistente Provincial de la Provincia de Cabo, y sirviendo en el Concejo de la "Botanical Society of South Africa".

## Honores y galardones
- Presidenta de la Sección B de la Asociación Sudafricana para el Avance de la Ciencia, 1952/53
- Medalla sudafricana, 1958
- Presidenta de la "Royal Society of South Africa", 1962/63 (1ª dama en ocupar ese sitial)

### Eponimia
Especies (14 + 3 registros IPNI)
- (Aizoaceae) Antimima levynsiae (L.Bolus) S.A.Hammer[1]

- (Cyperaceae) Isolepis levynsiana Muasya & D.A.Simpson[2]

- (Restionaceae) Thamnochortus levynsiae Pillans[3]

- (Iridaceae) Nivenia levynsiae Weim.[4]

- (Crassulaceae) Crassula levynsiae Adamson[5]

Sus 12.000 especímenes recolectados se resguardan en BOL, CT, PRE, K y en otros herbarios.